# Sequía en América del Norte de 2020-2023
La sequía en América del Norte de 2020-2023 inició en el oeste, medio oeste y noreste de los Estados Unidos. Condiciones similares comenzaron en otros estados en agosto de 2020, incluidos Iowa, Nebraska y ciertas partes de Wisconsin y Minnesota. Al mismo tiempo, más del 90% de Utah, Colorado, Nevada y Nuevo México se encontraban en algunos niveles de sequía. También en condiciones de sequía estaban Wyoming, Oregón y Arizona.
En el transcurso de 2021, las condiciones mejoraron en el noreste, pero empeoraron en el oeste de Estados Unidos. En junio de 2021, "casi toda la región (97 por ciento) se enfrentaba a condiciones anormalmente secas". La sequía también afectó una amplia zona de México a partir de 2021, así como las praderas de Canadá.
Las condiciones de sequía de 2020 se asociaron con un patrón del fenómeno de La Niña muy fuerte que se había desarrollado en el Océano Pacífico. Las megasequías pasadas en América del Norte se han asociado con condiciones persistentes del fenómeno de La Niña durante varios años (temperaturas del agua más frías de lo normal en el Océano Pacífico oriental tropical).

## Estados Unidos

### Oeste

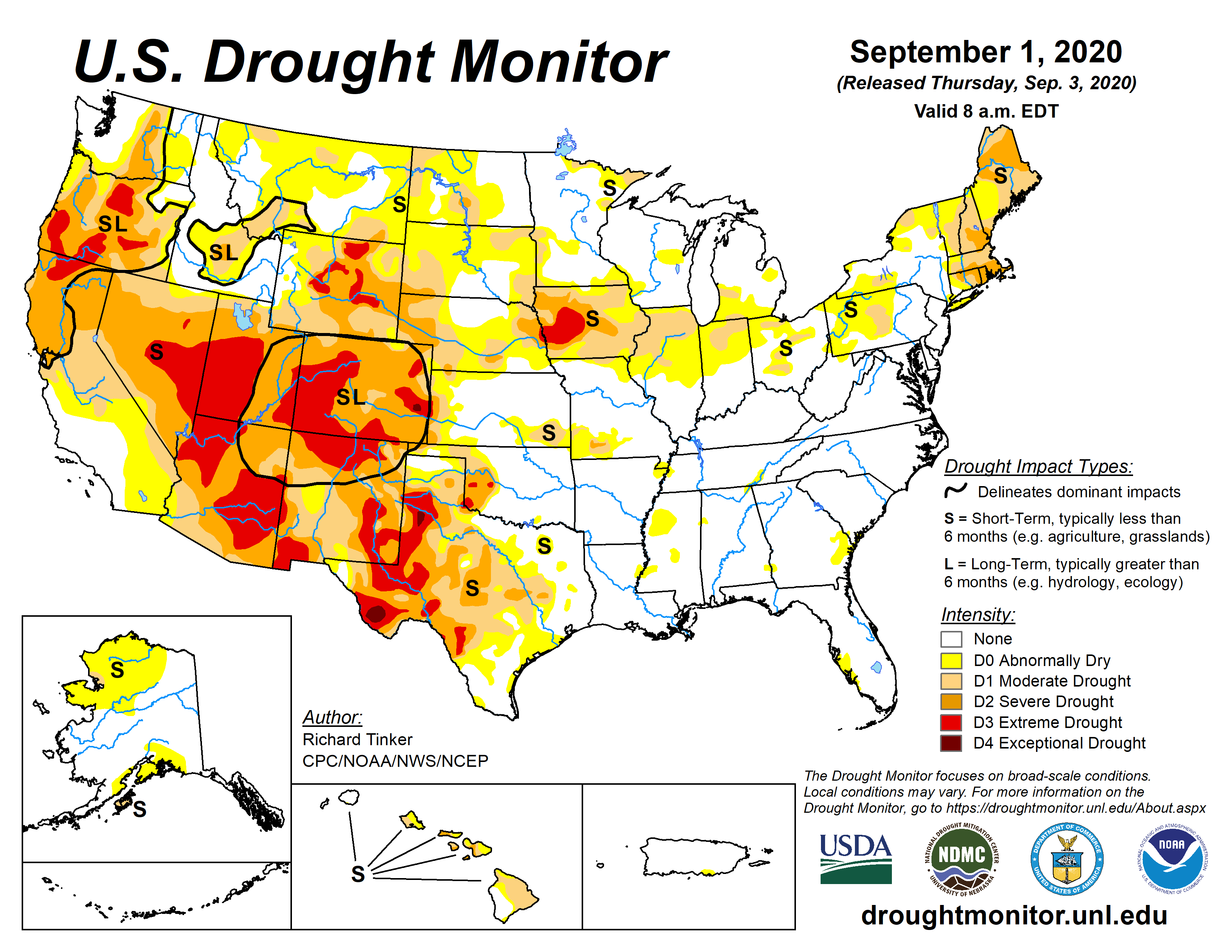
Mapa de las condiciones de sequía en los Estados Unidos al 1 de septiembre de 2020, que muestra áreas de sequía "severa" y "extrema" en el oeste de los Estados Unidos, y áreas de sequía "anormalmente secas" y "moderadas" en el medio oeste y noreste de Estados Unidos Estados.

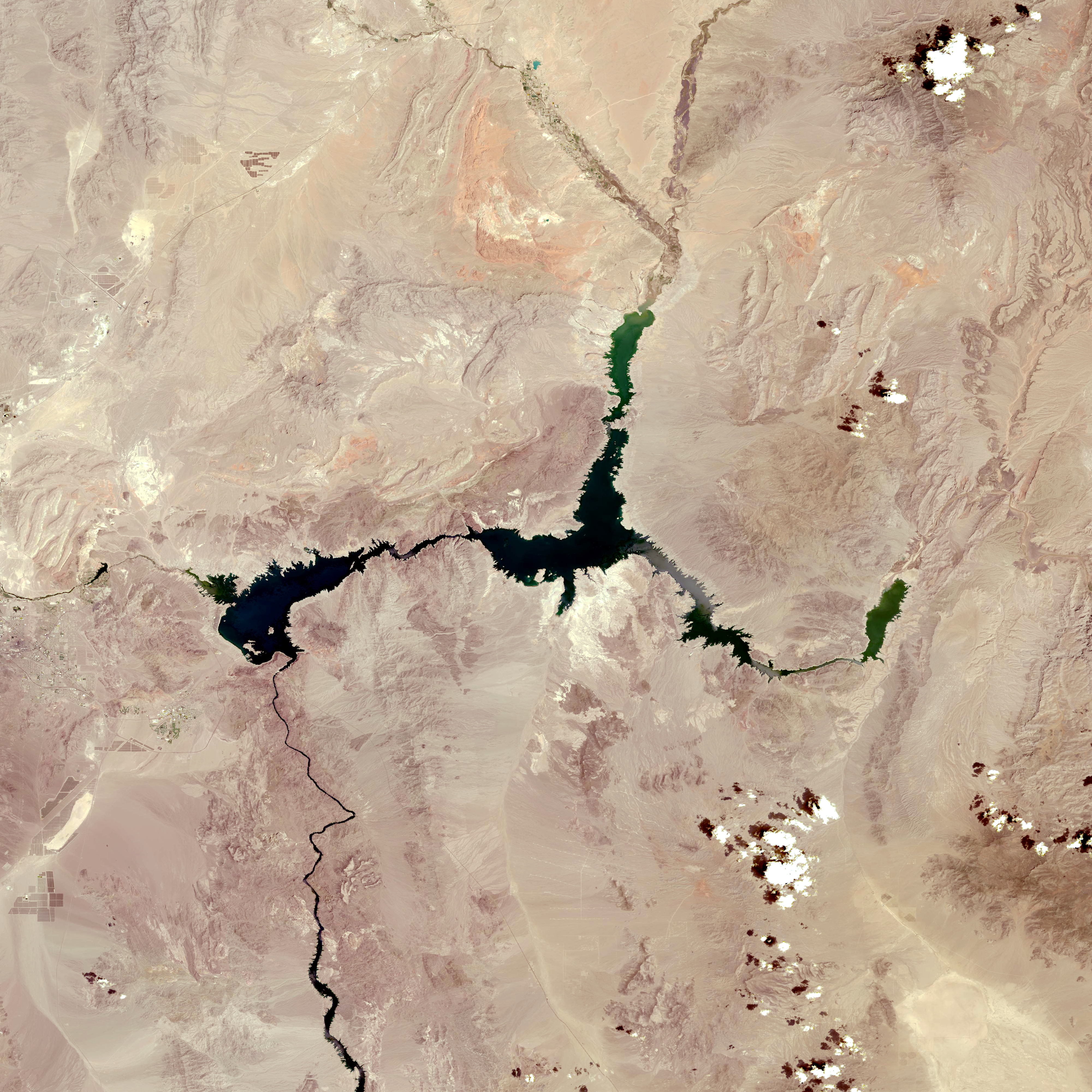
Imágenes satelitales del Landsat 8 del lago Mead en julio de 2022 durante la sequía en América del Norte de 2020-2023.

Para el otoño de 2020, la sequía en los estados occidentales fue la peor desde las condiciones de sequía similares siete años antes.
La sequía de 2020-2021 fue descrita por algunos como posiblemente la peor sequía en la historia moderna para el oeste de los Estados Unidos.
A fines de la primavera de 2021, las condiciones secas se habían expandido a casi todo el estado de California y a la vecina Nevada.

### Medio Oeste
Iowa recibió lluvias generalizadas en septiembre; que mejoró las condiciones secas para la región oriental del estado. Pero la mitad occidental del estado se enfrentó a problemas de sequía severa a extrema que se extendieron más allá de 2020 y hasta 2021. Sin embargo, a fines de abril y principios de mayo de 2021, el norte, centro y noreste de Iowa había vuelto a caer en condiciones secas. A mediados de agosto de 2021, los problemas de sequía en Iowa habían empeorado; ciertas áreas en todo el estado se vieron afectadas por condiciones extremas de sequía el 13 de agosto. Las regiones noroeste y centro-este de Iowa se vieron especialmente afectadas por condiciones extremas de sequía a mediados de agosto.
La sequía de 2020 y 2021 también afectó a Míchigan, el sur de Wisconsin, la mayor parte de Dakota del Norte y el noroeste de Dakota del Sur.
En el noreste de Illinois, cerca del área metropolitana de Chicago, mayo de 2021 fue el más seco desde 2012. Al 1 de junio de 2021, Chicago solo había recibido apenas media pulgada de lluvia debido a la sequía en el área. Abril de 2021 fue uno de los abriles más secos registrados en la ciudad; solo 0,71 de pulgada cayó en Chicago en abril de 2021.
Para el 12 de agosto de 2021, Minnesota estaba teniendo los peores períodos de sequía desde la gran sequía de los dos últimos años de finales de la década de 1980. Un poco más del siete por ciento del estado, en particular, nueve condados en la parte noroeste de Minesota estaban teniendo una sequía excepcional. Esa fue la primera vez desde 1988 que el estado se encontraba en condiciones de sequía excepcional. Las condiciones de sequía en Minesota durante 2021 causaron serias comparaciones con condiciones secas extremadamente similares ochenta y cinco años antes.

### Noreste
A finales de agosto/principios de septiembre de 2020, las condiciones de sequía en varias regiones de Estados Unidos habían empeorado. La región de Nueva Inglaterra y el estado de Nueva York también estuvieron bajo condiciones de sequía severa a extrema.
El noreste de los Estados Unidos estaba fuera de condiciones de sequía a principios de junio de 2021.

### Sureste
Para junio de 2021, se habían desarrollado condiciones de sequía moderada en Virginia, Carolina del Norte, Carolina del Sur y Florida.Esta sequía siguió en 2022 y 2023.

## México
En abril de 2021, México enfrentaba una de las sequías más generalizadas de su historia, con el 85% del país experimentando condiciones de sequía.

## Canadá
A partir de la primavera de 2021, la sequía extrema amenazó las praderas canadienses en Manitoba y Saskatchewan, después de un otoño y una primavera anormalmente secos.